# Fannefjorden
Fannefjorden er en forlængelse af Moldefjorden i Molde kommune i Møre og Romsdal fylke i Norge . Den er cirka 25 kilometer lang og er en gren af Romsdalsfjorden regnet som hele fjordsystemet indenfor Dryna, i det denne passerer Årø og Bolsøya. Den går mod øst langs kysterne  mellem Molde og Kleive forbi  Røbekk og Hjelset i nord, og Skålahalvøen og Bolsøya mod syd.
Fjorden er forholdsvis smal, og krydses af Fannefjordstunnelen mellem Årø og Bolsøya. Ind til Fannefjordstunnelen åbnede i 1991 gik der bilfærge mellem Lønset og Grønnes.